# 杉村高志
杉村 高志（すぎむら たかし、1956年 - ）は、日本の有機化学者。兵庫県立大学大学院教授。

## 略歴
- 1984年　大阪大学大学院博士課程修了。
- 2006年より現職。

## 著書
- 先端化学シリーズＩ、日本化学会編（丸善）分担
- 電子の動きで見る有機反応のしくみ（東京化学同人）分担